# Павлич, Степан
Степан «Пипо» Павлич (серб. Стјепан «Пипо» Павлић; 16 апреля 1918, Прибинич — 3 сентября 1942, Подгора) — югославский партизан, участник Народно-освободительной войны Югославии, Народный герой Югославии.

## Биография
Степан Павлич родился 16 апреля 1916 года в селе Прибинич близ Теслича. Окончил начальную сельскую школу и среднюю школу города Баня-Лука. Учился в техническом училище, вступил в молодёжное революционное движение, состоял в научном кружке города Баня-Луки. Входил в Союз коммунистической молодёжи Югославии и Коммунистическую партию Югославии (с 1941 года).
После начала войны с Германией и пришествия усташей к власти, Степан бежал из Баня-Луки, спасаясь от усташского преследования. Перебрался в Макарску, где работал техником. Вышел на контакт с партизанами Далмации, в конце 1941 года вошёл в Биоковский партизанский отряд. В одном из первых сражений с усташами он потерял руку, вследствие чего долгое время лечился в партизанском госпитале в селе Край.
Оправившись после лечения, Степан отправился в Подгору с делегацией. Во время боёв итальянцев в Биоково огромное количество раненых партизан оказалось в ловушке — эвакуировать их было невозможно. Около 40 человек были разбросаны по разным сёлам и холмам. За время наступления итальянцы успели прорваться к укрытию, где прятались Степан и четыре раненых солдата. Все попали в плен к итальянцам и были переведены в Подгору.
Итальянцы прекрасно знали, что Степан разыскивал соратников в селе, вследствие чего они потребовали сообщить имена этих солдат. Однако Павлич отказался отвечать на вопросы итальянцев. После многочисленных пыток он всё равно молчал, и даже усташи не смогли ничего от него добиться. В итоге 3 сентября 1942 Степан и его друзья были расстреляны в Подгоре.
27 ноября 1953 Степан Павлич был посмертно награждён званием Народного героя Югославии по личному указу Иосипа Броз Тито.